# Ermita de San Cristóbal (Jaca)

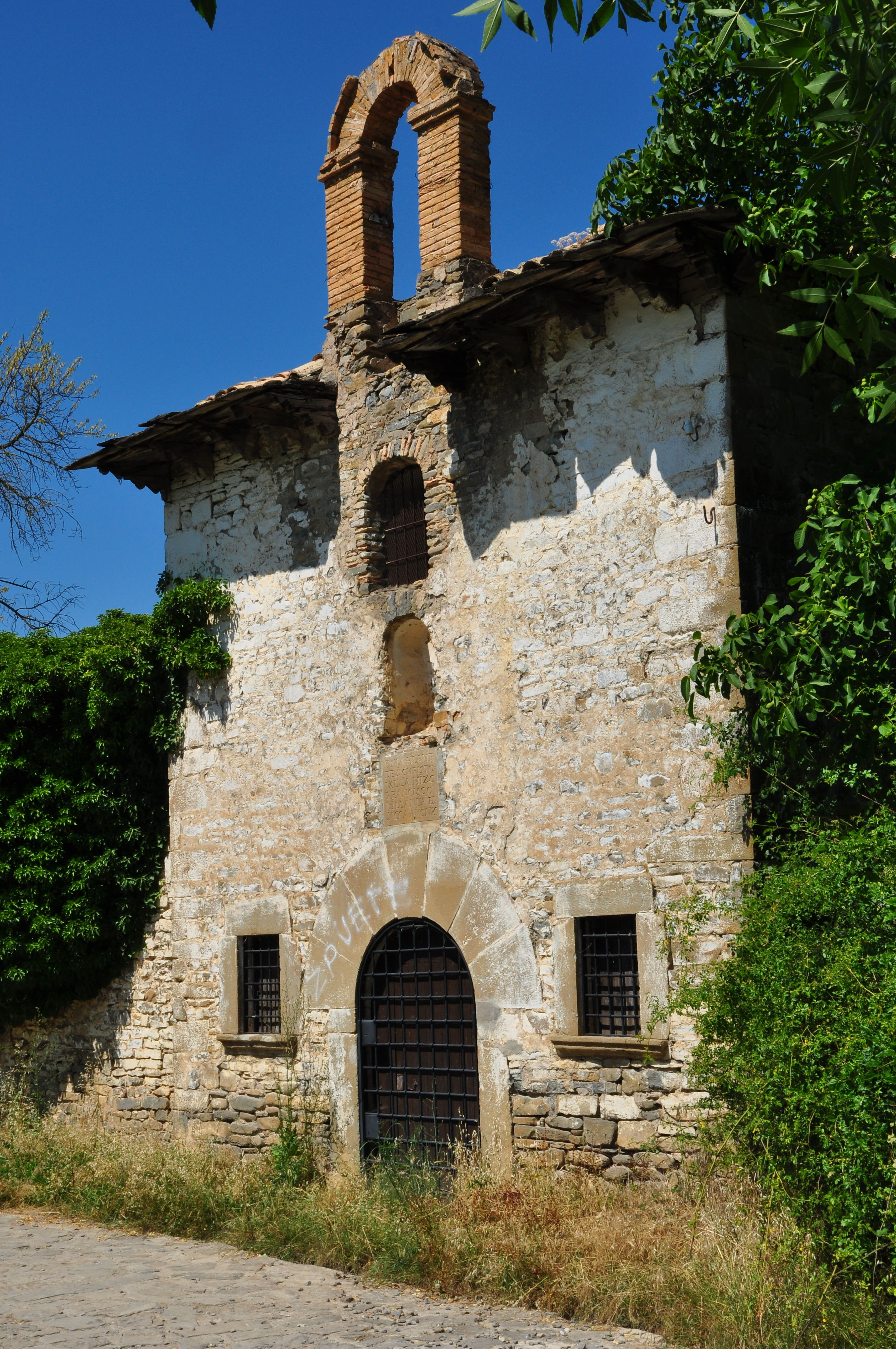
Fachada

La Ermita de San Cristóbal se sitúa al pie del Camino de Santiago, junto al puente del mismo nombre que cruza el barranco de Rapitán, a poco más de 800 metros al Norte de la ciudad de Jaca, (Huesca).

## Historia
La Ermita fue mandada construir en el año 1756 por Francisco Villanúa y Lafuente (1695-1758), vecino de Jaca, maestro tintorero, en una finca de su propiedad donde desarrollaba su oficio, (… Una huerta arbolada con su cerca de piedra, su Casa, caballeriza y tinte, que comprende una caldera grande de arambre, sito todo en la partida de Ponzico término de dicha Ciudad …). Antiguamente estas edificaciones habían albergado un batán.

A pesar de la confusión que parece existir sobre la fecha de construcción de la Ermita, motivada por la inscripción de su fachada,  en la que no queda claro en el numeral si se trata de un 5 o un 9, existen varios testimonios documentales de que en 1757 la Ermita ya estaba construida. El propio Francisco, en su Testamento (7/11/1757) se refiere a ella como … la hermita que he hecho construir extramuros de esta ciudad en la partida de Ponzico …  junto … al puente llamado de San Cristoval en la Carretera que guia de esta Ciudad para el Lugar de Castiello y camino para Francia ….

La elección del lugar no pudo ser más apropiada atendiendo al santo titular. Además, quedaba próxima a otra anterior ya derruida, conocida como San Cristóbal el Viejo, ubicada aguas arriba, en la otra margen, junto a un puente que se llevó el río a mediados del siglo XVII.

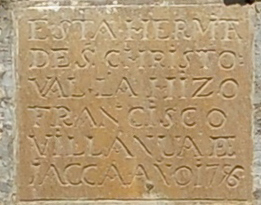
Detalle inscripción

La Ermita fue quemada en 1814 por los franceses en su retirada tras la Guerra de la Independencia. Fue reedificada pocos años después por un sobrino-nieto de Francisco, Francisco Cristóbal y por Martín Sesé, el último Capellán.

La edificación que actualmente conocemos se trata de una construcción de carácter popular realizada en mampostería con esquineras de sillarejos. Su fachada remata con una espadaña de ladrillo, hoy sin campana. En el eje de la fachada abre la puerta de entrada, resuelta con un gran arco de medio punto dovelado, sobre cuya clave reza la inscripción: 
ESTA HERM/I/T/A DE S. CHRISTOVAL LA HIZO FRANCISCO VILLANUA DE JACCA AÑO 1756
Sobre la inscripción existe una hornacina de medio punto que posiblemente albergaba la imagen del santo titular. Tiene dos ventanas rectangulares con postigos y reja. La cubierta es de teja, a cuatro aguas, con alero de madera y lajas de piedra.

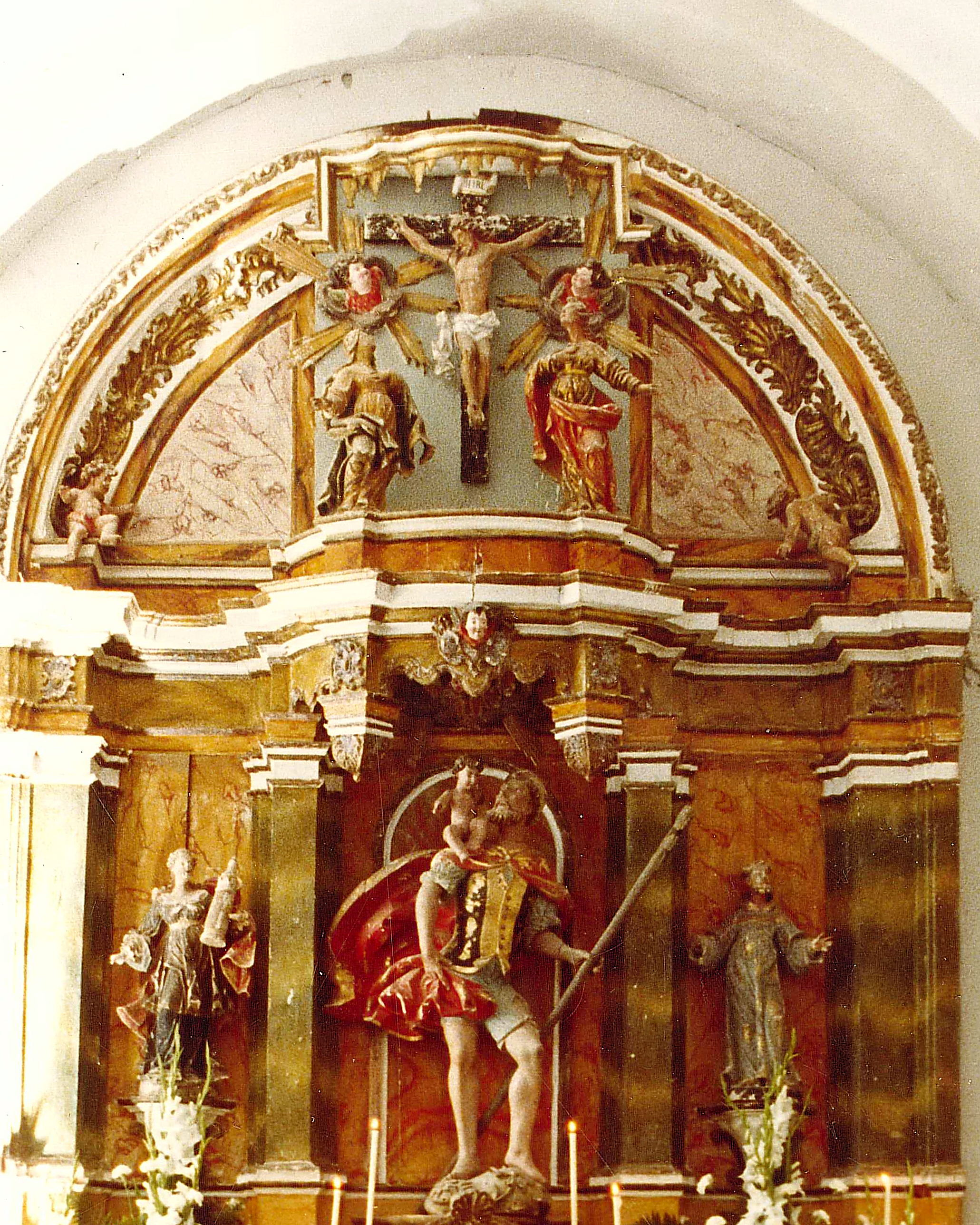
Retablo

Interiormente es de nave única de dos tramos, con bóveda de arista y arcos fajones. El retablo, orientado al Oeste, está dedicado a su santo titular, San Cristóbal, flanqueado por Santa Bárbara a su derecha y San Francisco a su izquierda. Junto a la entrada, a la izquierda,  se abre un espacio para la sacristía, que conecta con la casa del Ermitaño, ubicada en un volumen adosado al principal de la Ermita y contemporáneo con ésta.

## Las Capellanías de San Cristóbal.[1]

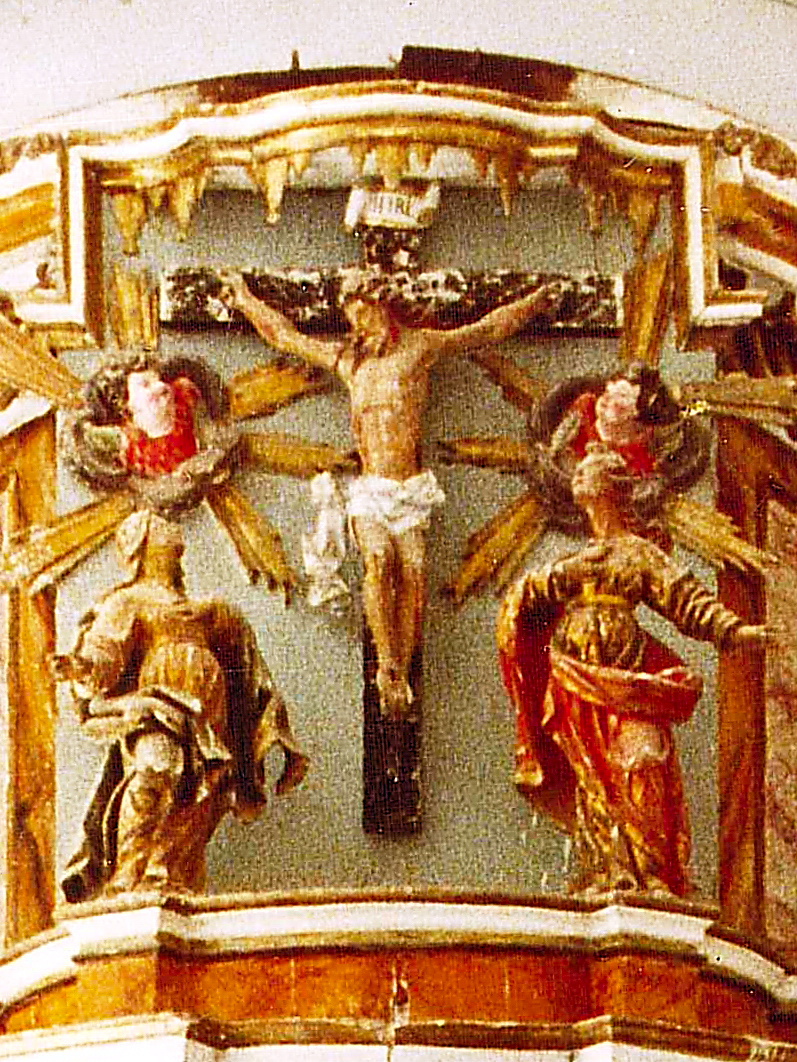
Detalle retablo

Francisco construyó la Ermita con la finalidad de instituir en ella dos Capellanías: la primera el 3 de mayo de 1757, 

… queremos y es nuestra voluntad que la presente fundacion sea con el nombre del Glorioso Señor San Cristoval y que por el beneficiado o Capellan contemplado se hayan de celebrar y celebren en cada un año perpetuamente doscientas misas con la precisa e indispensable circunstancia de decirse y celebrarse todas en la Hermita y Capilla del Señor San Cristoval …

y la segunda el 2 de enero de 1758, poco antes de su muerte, añadiendo 165 misas a las 200 de la 1ª Capellanía, garantizando así una misa diaria en 

…sufragio de nuestras almas y las de nuestros Padres y Parientes respectivos y por aquellas que mas obligación tenemos de rogar, tanto por los vivos como por los difuntos, para conseguir de la Divina Misericordia el perdon de nuestras culpas ....

Ambas Capellanías se fundaron mere laicales, de forma que la autoridad eclesiástica no intervenía en el nombramiento de los Capellanes, sino que este dependía del Patrono fundador y de sus descendientes, y los bienes de la fundación pertenecían a los propietarios seglares, gravados por el sostenimiento de las misas.

Los propios Capellanes –e incluso el Ermitaño que les servía de apoyo para el que Francisco fundó un Violario el mismo día que instituyó la 2ª Capellanía- debían ser, según sus escrituras de fundación,  familiares o descendientes del Patrono fundador.

Los primeros Capellanes de cada Capellanía fueron, respectivamente, Juan Giral y Villanúa y Vicente Latas, ambos sobrinos del Patrono fundador. El primer Ermitaño fue José Villanúa Marín, primo hermano de Francisco.

A la muerte de Martín Sesé en 1837, el Patrono en aquel momento, Juan José Villanúa, ya no designó nuevo Capellán, si bien consta que en 1863 aun había un Ermitaño, Pedro Villanúa.

Desde entonces ya solo se han oficiado ceremonias privadas, hasta que en los últimos años, tras una serie de robos y actos vandálicos, se retiraron las imágenes y demás símbolos religiosos.

- Wikimedia Commons alberga una categoría multimedia sobre la Ermita.